# Яйца на очи
Яйца на очи е популярно ястие от българската кухня, приготвено от едно или повече яйца, които са готвят след отстраняване на черупките, и се изпържват в тиган с минимална намеса по време на обработката.
В тигана преди да се пуснат яйцата може да се добави мазнина (олио, зехтин, краве масло), или да се използва тиган с не залепващо покритие.
Пържените яйца традиционно се сервират за закуска, но могат да се сервират и по друго време на деня.